# Saint-M'Hervon
Saint-M'Hervon è un comune francese di 434 abitanti situato nel dipartimento dell'Ille-et-Vilaine nella regione della Bretagna.

## Società

### Evoluzione demografica
Abitanti censiti